# Samarbejdssoftware
Samarbejdssoftware eller groupware er softwareapplikationer, der hjælper mennesker med at arbejde med en fælles opgave for at opnå deres mål. En af de tidligste definitioner af groupware er "forsætlige gruppeprocesser plus software til at understøtte dem".